# Leonard Bairstow
Leonard Bairstow (1880-1963), fue miembro de la Orden del Imperio Británico y nació en 1880 en Halifax, West Yorkshire. Es recordado principalmente por sus trabajos en aviación y por el Método de Bairstow, mediante el cual se pueden encontrar las raíces enteras e imaginarias de un polinomio de grado arbitrario.
Sir Leonard Bairstow fue hijo de Uriah Bairstow, hombre acaudalado de Halifax, West Yorkshire y [matemático] entusiasta. De niño, Leonard asistió a la escuela Queens Road and Moorside Council Schools, antes de ser inscrito en Heath Grammar School, en el cual permaneció de manera breve para ser luego transferido a Council Secondary School - conocida luego como Higher Grade School. 
Obtuvo una beca en el Royal College of Science en donde obtuvo el patrocinio Whitworth Scholarship que le permitió realizar investigaciones en explosión de gases.
Asistió luego al National Physical Laboratory (Reino Unido), en Bushy Park, en donde fue puesto a cargo del área de investigación en aeronáutica. Mantuvo la Dirección de la Oficina Zaharoff de Aviación en el Imperial College durante el período de 1920-1949 para ser nombrado luego por la monarquía como Sir Leonard Bairstow.
Fue también miembro de la Royal Society of London y de la Royal Aeronautical Society.